# Ривер Парк (Флорида)
Ривер Парк (енгл. River Park) насељено је место без административног статуса у америчкој савезној држави Флорида.

## Демографија
По попису из 2010. године број становника је 5.222.
| Група             | 2000.    | 2010.         |
| Белци             | 0 (0,0%) | 3.935 (75,4%) |
| Афроамериканци    | 0 (0,0%) | 405 (7,8%)    |
| Азијати           | 0 (0,0%) | 52 (1,0%)     |
| Хиспаноамериканци | 0 (0,0%) | 737 (14,1%)   |
| Укупно            | 0        | 5.222         |